# El Celler de Can Roca
El Celler de Can Roca  es un restaurante situado en Gerona, fundado en 1986 y especializado en cocina tradicional catalana, que en 2013 y en 2015 fue considerado el  mejor del mundo en la lista «The S.Pellegrino The World's 50 Best Restaurants», elaborada por la revista Restaurant y tiene tres estrellas Michelín. La cocina es de 210 m² y la cava de 250 m², con más de 40.000 botellas de unas 1.600 referencias. El comedor tiene capacidad para unas 70-80  personas y el personal es de aproximadamente 75 personas. Está dirigido por los tres hermanos Roca.

## Algunos premios y reconocimientos
- 2000: Cocinero del año, por la Academia Española de Gastronomía.
- 2002: segunda estrella Michelin.
- 2006: se considera que sus platos "podrían estar en el Gugenheim de Bilbao o el Moma de Nueva York" y que "sus cavas son las mejores de España y quizás del mundo", según L'officiel voyage.[2]
- 2007: Mejor plato del año, por la publicación Vino + Gastronomía
- 2009: 5.º mejor restaurante del mundo, por la revista británica Restaurant.
- 2009: el restaurante es escogido por la organización del Tour de Francia para representar a la cocina catalana y española en la presentación del país que se hace a su paso.
- 2009: tercera estrella Michelin.
- 2011: 2.º mejor restaurante del mundo, por la revista británica Restaurant.
- 2012: 2.º mejor restaurante del mundo, por segundo año consecutivo, según la revista Restaurant
- 2013: mejor restaurante del mundo, según la revista Restaurant.[3]
- 2014: 2º mejor restaurante del mundo, por la revista Restaurant.
- 2015: mejor restaurante del mundo, por la revista británica Restaurant.
- 2016: 2º mejor restaurante del mundo, por la revista Restaurant.
- 2017: 3º mejor restaurante del mundo, por la revista Restaurant.[4]
- 2018: 2º mejor restaurante del mundo, por la revista Restaurant.

## Publicaciones
- La cocina al vacío, de Joan Roca y Salvador Brugués. En castellano, inglés, francés, alemán e italiano.
- Les receptes catalanes de tota la vida, de Joan Roca y Montserrat Fontané. En catalán.
- La cocina de mi madre, de Joan Roca. En catalán y castellano. Ed. en inglés con el título Roots.
- Dolces sensacions, de Jordi Roca. En catalán.
- El Celler de Can Roca, una sinfonía fantástica, de Jaume Coll. En catalán y castellano.
- Diez menús para un concierto, de Joan Roca. En catalán y castellano.
- El Celler de Can Roca, de Joan, Josep y Jordi Roca. En inglés, catalán y castellano.